# Смит, Бобби (хоккеист)
Роберт Дэвид Смит (англ. Robert David Smith; род. 12 февраля 1958, Норт-Сидни) — бывший канадский хоккеист, игравший на позиции центрального нападающего, обладатель Кубка Стэнли 1986 года в составе «Монреаль Канадиенс», четырёхкратный участник матчей всех звёзд НХЛ.
На драфт НХЛ 1978 года был выбран под 1-м номером клубом «Миннесота Норт Старз», за который отыграл суммарно восемь сезонов.

## Карьера

### Игровая карьера
На молодёжном уровне в течение трёх сезонов играл за команду «Оттава Сиксти Севенс», по итогам сезона 1977/78 он заработал 192 очка, получив приз Эдди Пауэрс Мемориал Трофи, как лучший бомбардиру OHL, а также Ред Тилсон Трофи, как лучший хоккеист лиги.
На драфт НХЛ 1978 года был выбран под 1-м номером клубом «Миннесота Норт Старз». В следующем сезоне дебютировал в НХЛ, став одним из лидеров «Норт Старз» и заработав 74 очка в сезоне, получил Колдер Трофи, как лучший новичок сезона. В следующих сезонах он стал более результативен, по итогам сезона 1981/82 заработал 114 очков, став лучшим бомбардиром команды и войдя в восьмёрку лучших бомбардиров лиги по итогам сезона.
Осенью 1983 года был обменян в «Монреаль Канадиенс», в котором результативно отыграл семь сезонов и выиграл в 1986 году Кубок Стэнли. В составе «Канадиенс» дошёл до Финала Кубка Стэнли 1989 года, в котором «Канадиенс» проиграли «Калгари Флэймз» в серии со счётом 4-2.
В 1990 году он вернулся в «Норт Старз», где отыграв три сезона завершил карьеру в возрасте 35 лет.
Играл за молодёжную сборную на МЧМ-1978, где канадцы завоевали бронзу. Играл за сборную Канады на ЧМ-1979 и ЧМ-1982, завоевав в 1982 году бронзовые медали.

### Управленческая деятельность
С 1997 по 2001 годы работал генеральным менеджером клуба НХЛ «Финикс Койотис».
С 2001 по 2021 годы был владельцем клуба «Галифакс Мусхедз», где в 2010—2011 гг. работал главным тренером.

## Статистика

### Международная
| Год                         | Сборная                     | Турнир                      | Место                       |    | И | Г | П  | О | Ш |
| --------------------------- | --------------------------- | --------------------------- | --------------------------- | -- | - | - | -- | - | - |
| 1978                        | Канада (мол.)               | МЧМ                         | 3                           | 3  | 1 | 4 | 5  | 0 |   |
| 1979                        | Канада                      | ЧМ                          | 4                           | 8  | 5 | 3 | 8  | 0 |   |
| 1982                        | Канада                      | ЧМ                          | 3                           | 10 | 1 | 5 | 6  | 0 |   |
| Всего за молодёжную сборную | Всего за молодёжную сборную | Всего за молодёжную сборную | Всего за молодёжную сборную | 3  | 1 | 4 | 5  | 0 |   |
| Всего за сборную Канады     | Всего за сборную Канады     | Всего за сборную Канады     | Всего за сборную Канады     | 18 | 6 | 8 | 14 | 0 |   |